# 베스티안 병원
베스티안 병원은 충청북도 청주시 흥덕구 오송읍 오송생명1로 191 에 위치한 종합병원이다.
화상 특화 병원으로 성인화상센터, 소아화상센터, 화상재건센터, 24시간 화상응급실을 운영하며, 그 외 내과, 외과, 정형외과, 소아청소년과, 마취통증의학과, 검진센터 등을 운영하고 있다.

## 연혁
- 2016년 1월 건축허가
- 2016년 4월 베스티안 오송 첨단 임상 시험센터 기공식
- 2016년 6월 공사 시작
- 2017년 5월 25일 베스티안 메디클러스터 상량식
- 2018년 10일 베스티안 메디클러스터 준공식
- 2018년 11월 베스티안 병원, 베스티안 재단 법인에 편입
- 2018년 11월 베스티안 병원 진료 개시
- 2019년 1월 임상시험센터 연구병동 개소식